# Césaire Mathieu
Pour les articles homonymes, voir Mathieu et Jacques Mathieu (homonymie).
À ne pas confondre avec François-Désiré Mathieu, un autre cardinal ayant vécu au XIXe siècle.

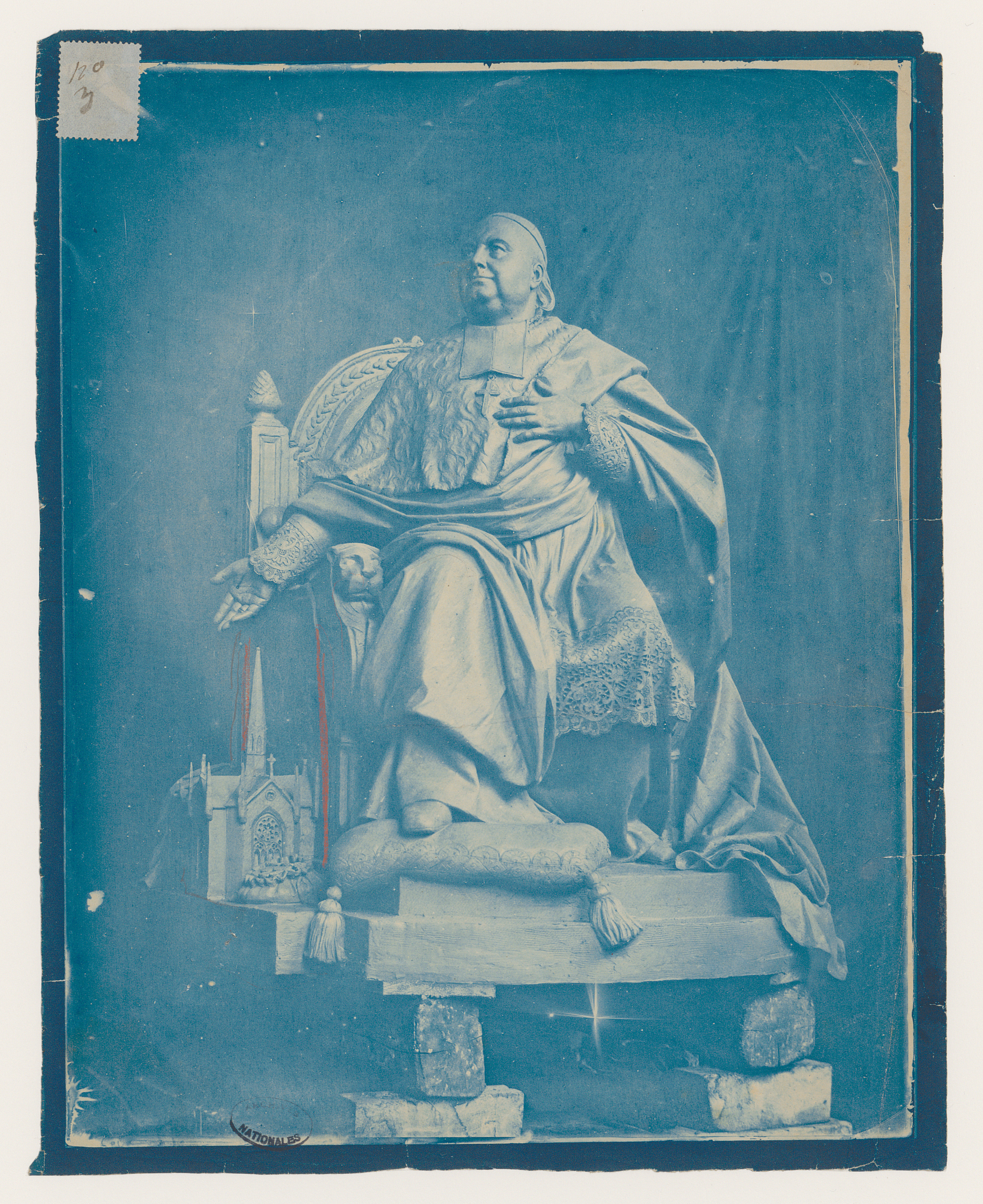
Statue du cardinal Mathieu (cathédrale de Besançon).

Jacques-Marie-Adrien-Césaire Mathieu, né le 20 janvier 1796 à Paris et mort le 9 juillet 1875 à Besançon, est un homme d'Église français du XIXe siècle. Il est évêque de Langres, archevêque de Besançon puis cardinal.

## Biographie
Né à Paris le 20 janvier 1796, Jacques-Marie-Adrien Mathieu est le fils d'Antoine Mathieu (1760-1828) et d’Étiennette-Hugonne Montalan (1757-1835). Il s'agit d'une famille de négociants en soieries originaire de Lyon mais installée dans la capitale après 1789.
Après des études de droit, il est reçu avocat le 16 avril 1817 et entre comme clerc chez Me Peytel, avoué à Paris.
Mais il choisit d'entrer au séminaire de Saint-Sulpice le 1er janvier 1819. À peine ordonné, le 20 juin 1822, il est nommé chanoine titulaire de Notre-Dame de Paris  et conseiller de Hyacinthe-Louis de Quélen, puis un mois plus tard, il est appelé à Évreux par Salmon du Châtelier, auprès duquel il occupe les fonctions de secrétaire, de vicaire général honoraire et de supérieur du séminaire. Le 4 août 1828, il retrouve les charges de chanoine titulaire et de vicaire général honoraire auprès de Quélen. Enfin, dernière marque de confiance de la part de l’archevêque de Paris, il est nommé curé de l’importante paroisse de la Madeleine le 18 avril 1831.
Le 23 septembre 1832, une ordonnance royale nomme l’abbé Mathieu évêque de Langres. Mais il est promu au siège archiépiscopal de Besançon dès le 23 juin 1834 et s'y installe le 25 novembre 1834.
Proche de l'internonce, et lié aux milieux gouvernementaux, il acquiert une grande influence dans la désignation des évêques. 
Créé cardinal le 30 septembre 1850, il est installé lors du consistoire du 18 mars 1852, avec le titre de cardinal-prêtre de San Silvestro in Capite. En plus, en vertu de la constitution de 1852, le cardinal Mathieu devient, de droit, membre du Sénat, où il intervient à plusieurs reprises.
Prélat très actif et remarquable administrateur, son épiscopat est surtout marqué par un activisme bâtisseur – 320 églises construites, reconstruites ou restaurées dans le diocèse. Son influence internationale n'était pas non plus négligeable.
Évêque gallican modéré, proche de Dupanloup, il refuse d'adopter la liturgie romaine dans son diocèse jusqu'en 1874. S'il a toujours défendu la souveraineté temporelle du pape, il appartient à la minorité lors du concile de 1870 mais se soumet aussitôt à la définition du dogme de l'infaillibilité pontificale.
Il meurt le 9 juillet 1875 à Besançon.
Il est le frère de Pierre Louis Aimé Mathieu (1790-1870), qui fut amiral.

## Succession apostolique
Césaire Mathieu a ordonné les évêques suivants :
- Évêque Jean-François-Marie Cart (1838)
- Évêque Andreas Räß (1841)
- Évêque Jean-Marie Doney (1844)
- Évêque Jacques-Marie-Joseph Baillès (1846)
- Cardinal Louis-Marie-Joseph-Eusèbe Caverot (1849)
- Évêque Jean-Jacques-Marie-Antoine Guerrin (1852)
- Évêque Augustin Hacquard (1867)

## Distinctions
- Commandeur de la Légion d'honneur (16 juin 1856)[2]
- Grand-croix de l'ordre d'Isabelle la Catholique

## Œuvres
- Vie nouvelle de N. M. Boudon, Besançon : Outhenin-Chalandre, 1837.
- Catéchisme imprimé par ordre de Mgr Jacques-Marie-Adrien-Césaire Mathieu, archevêque de Besançon, pour l'usage de son diocèse, Besançon : impr. Outhenin-Chalandre fils, 1845.
- Neuvaine à St. François-Xavier, apôtre des Indes et du Japon. - Nouvelle édition revue, corrigée et augmentée par les ordres de Mgr Jacques-Marie-Adrien-Césaire Mathieu, cardinal archevêque de Besançon, Besançon : Impr. Outhenin-Chalandre fils, 1848 ; 2e éd. : Besançon : Impr. Outhenin-Chalandre fils, 1859.
- Heures des congrégations et conférences du diocèse de Besançon. Édition faite par les soins et publiée par les ordres de Mgr J.-M. Adrien-Césaire Mathieu, archevêque de Besançon, Besançon : Outhenin-Chalandre, 1849.
- Le Pouvoir temporel des papes justifié par l'histoire, étude sur l'origine, l'exercice et l'influence de la souveraineté pontificale. - Paris : A. Le Clère, 1863.

## Armes
D'azur à 3 croix de consécration d'or.